# René Oberholzer

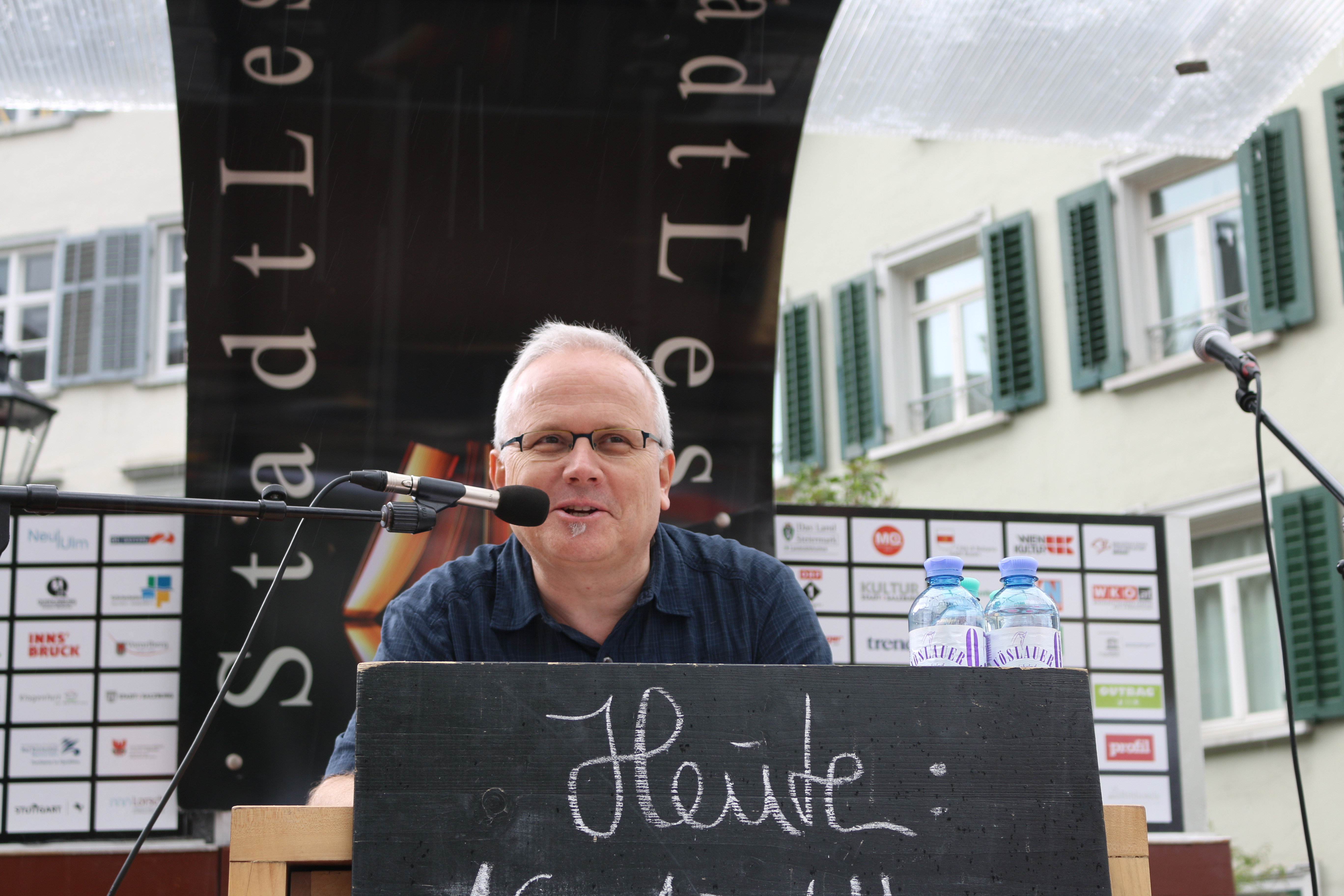
René Oberholzer, 2013

René Oberholzer (* 12. April 1963 in St. Gallen) ist ein Schweizer Schriftsteller.

## Leben
Oberholzer schloss 1987 die Pädagogische Hochschule des Kantons St. Gallen in St. Gallen mit dem Sekundarlehrerdiplom ab. Seit 1987 unterrichtet er an der Oberstufe in Wil.
René Oberholzer begann 1986 Lyrik und 1991 Prosa zu schreiben. Zum ersten Mal trat er 1989 in der Öffentlichkeit mit Autorenlesungen auf. 1991 gründete er die Autorengruppe Ohrenhöhe. 1992 gründete er zusammen mit Aglaja Veteranyi und Gabriele C. Leist die literarische Experimentiergruppe Die Wortpumpe. Mit der Wortpumpe war er mit szenischen Leseprogrammen unterwegs. Von 1997 bis 1999 organisierte er unter dem Namen der Wortpumpe in Wil zwölf «Literaturfundbüros», in denen unterschiedliche Autoren zu Gast waren. Ausserdem ist René Oberholzer allein oder mit der Autorengruppe Ohrenhöhe mit szenischen Leseprogrammen unterwegs. 2009 begründete Oberholzer die «literarischen Videoclips».
René Oberholzer ist Mitglied mehrerer Autorenverbände.

## Werke
- Wenn sein Herz nicht mehr geht, dann repariert man es und gibt es den Kühen weiter. 39 schwarze Geschichten. Waldgut, Frauenfeld 2000, ISBN 3-7294-0276-5.
- Ich drehe den Hals um – Genickstarre. Gedichte. Nimrod, Zürich 2002, ISBN 3-907149-04-1.
- Die Liebe wurde an einem Dienstag erfunden. Geschichten. Nimrod, Zürich 2006, ISBN 3-907149-63-7.
- Kein Grund zur Beunruhigung. Gedichte. Driesch, Drösing 2015, ISBN 978-3-902787-34-7.
- Sehnsucht. Mit Weitblick. Gedichte. Klaus Isele Editor, Eggingen 2020, ISBN 978-3-7519-9813-0.
- Das letzte Stück vom Himmel. Gedichte. Klaus Isele Editor, Eggingen 2021, ISBN 978-3-7526-9201-3.
- Analphabeten der Liebe. Gedichte. Klaus Isele Editor, Eggingen 2023, ISBN 978-3-86142-618-9.
- Ebbe und Flut / Gelgit. Gedichte Deutsch/Türkisch. Ürün Yayinlari, Ankara 2025, ISBN 978-625-6564-83-1

## Auszeichnungen
- 2001: Anerkennungspreis für Literatur der Stadt Wil SG
- 2022: 23. Nahbellpreis des G&GN-Instituts in Düsseldorf für das lyrische Gesamtwerk[1]